# Daphnis (lune)
Pour les articles homonymes, voir Daphnis (homonymie).
Daphnis, officiellement Saturne XXXV Daphnis, désignation provisoire S/2005 S 1, est un satellite naturel de la planète Saturne. Il est, après Pan, le deuxième satellite connu le plus proche de Saturne. Daphnis et Pan sont les seules lunes connues orbitant à l'intérieur de l'anneau A.

## Découverte

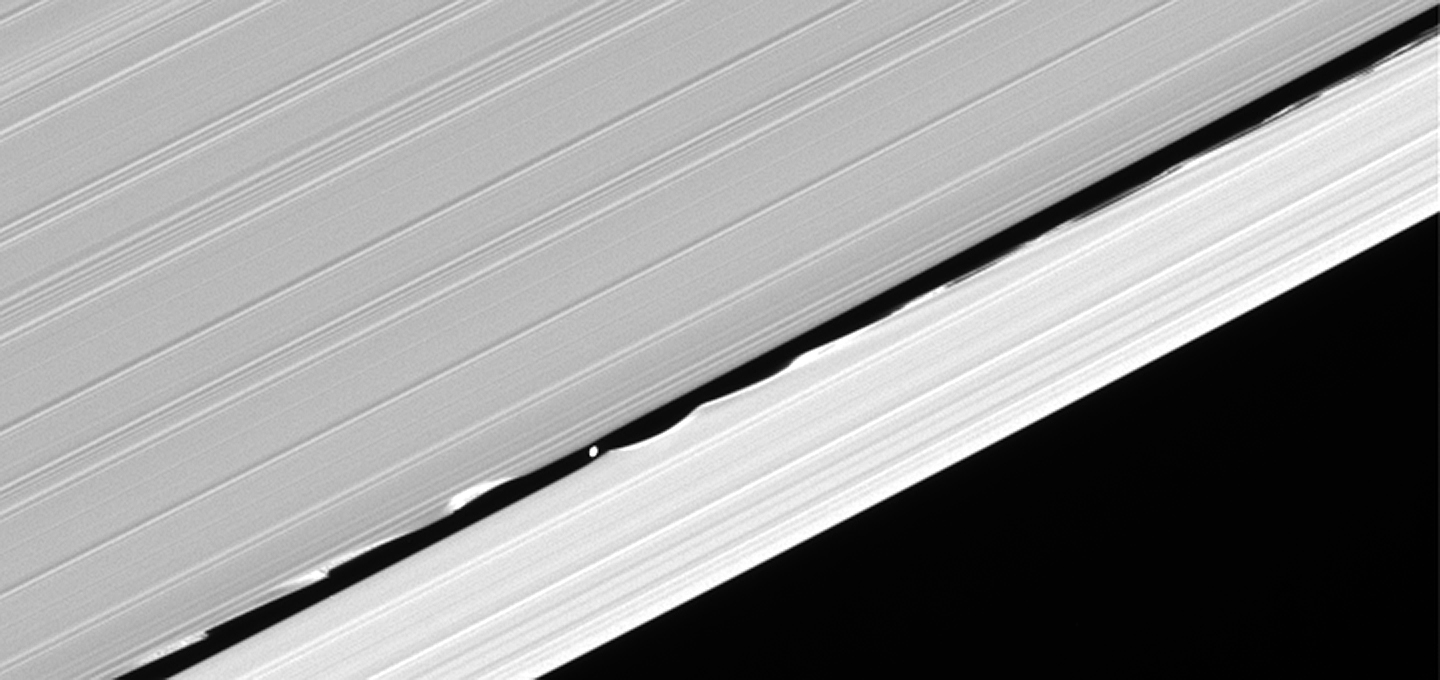
Le passage de Daphnis dans la lacune de Keeler provoque des vagues sur les bords de l'anneau A.

La découverte de Daphnis fut annoncée par Carolyn C. Porco et l'équipe Cassini Imaging Science Team le 6 mai 2005, à partir de six images prises par la sonde Cassini sur une période de 16 minutes le 1er mai, formant une animation de clichés petits angulaires de 0,180 s chacun, visant le bord extérieur de l'anneau A de Saturne. Le satellite fut ensuite rétroactivement observé sur 32 images de l'anneau F prises le 13 avril (sur une période de 18 minutes) et également sur deux images à haute résolution (3,54 km/pixel) prises le 2 mai, sur lesquelles son disque de 8 km est visible. On avait précédemment déduit son existence des ondulations gravitationnelles observées sur le bord extérieur de la division de Keeler : à l'instar de Pan dans la division d'Encke, Daphnis produit en effet des sortes de vagues dans l'anneau.
Le satellite porte le nom de Daphnis, un berger, joueur de flûte de Pan et poète pastoral de la mythologie grecque. Daphnis était l'un des fils d'Hermès, le frère de Pan et un descendant des Titans.

## Exploration
La sonde Cassini a effectué un survol rapproché de Daphnis à la fin de sa mission.

## Caractéristiques

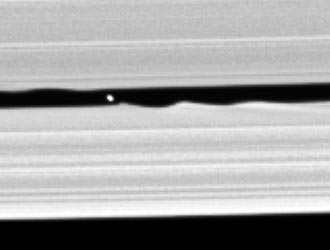
Image de Daphnis obtenue par Cassini, montrant les ondulations qu'il induit aux rebords de la division de Keeler.

À l'instar de Pan et Atlas, deux autres satellites bergers de l'anneau A, Daphnis aurait une forme de toupie par l'apport de matériaux arrachés aux anneaux distants seulement de 17 km de sa surface. Le diamètre de ce minuscule satellite, initialement estimé de 6 à 8 km, a été révisé à environ 8 km depuis début 2009 par le Jet Propulsion Laboratory (Pasadena, Californie). Daphnis orbite dans la division de Keeler (largeur: 42 km) de l'anneau A ; son demi-grand axe est vraisemblablement égal à 136 505 km, ce qui permet d'estimer sa période de révolution à 0,595 37 jours. Les données disponibles ne permettent pas d'estimer son inclinaison ni son excentricité, bien que ces deux paramètres soient fort probablement très proches de zéro. On estime son albédo à 50 %.